# Qcow
qcow a qcow2 jsou souborové formáty používané programem QEMU pro ukládání diskových obrazů. Název je zkratkou „QEMU copy-on-write“, což odkazuje na použitou optimalizační techniku spočívající v líné alokaci vnější paměti až podle okamžité potřeby, nikoliv předem do rezervy. 
Úsporná alokace používá dva postupy. Jednak nedochází k plnému zápisu těch částí obrazu disku, které jsou ještě nevyužité/nulové, což se projevuje především při ukládání diskových obrazů na ty souborové systémy, které nepodporují řídké soubory, tedy například FAT32. Druhým způsobem šetření místa je možnost odkazovat z kopie souboru typu qcow na jeho originál, přičemž do nového souboru se ukládají jen změněné části diskového obrazu.
Dvojice jmen a používaných přípon souboru qcow a qcow2 označují první a druhou verzi formátu.
Diskové obrazy mohou být v rámci formátu qcow transparentně komprimované algoritmem zlib.